# Dilobopterus fenestratus
Dilobopterus fenestratus är en insektsart som beskrevs av Young 1977. Dilobopterus fenestratus ingår i släktet Dilobopterus och familjen dvärgstritar. Inga underarter finns listade i Catalogue of Life.